# Shuvuuia
Shuvuuia deserti (betyder "fågel från öknen") var en alvarezsaurid, en sorts dinosaurier i infraordningen coelurosaurier. Släktingar var bland annat Mononykus. Shuvuuia levde i Mongoliet för omkring 78 miljoner år sedan. 

## Beskrivning
Shuvuuia hade korta men starka framben med 1 finger på varje hand, typiskt för alvarezsaurider. Dess huvud har flera drag med en fågels, och vissa tror att Shuvuuia hade fjädrar. Shuvuuia var en väldigt liten dinosaurie, högst cirka 1 meter lång. Man tror att den var bra på att springa.

## I kulturen
I Discovery Channels TV-serie Dinosaur planet finns Shuvuuia med. Där är den byte till rovdinosaurien Velociraptor.